# Alb-Pfinz-Plateau

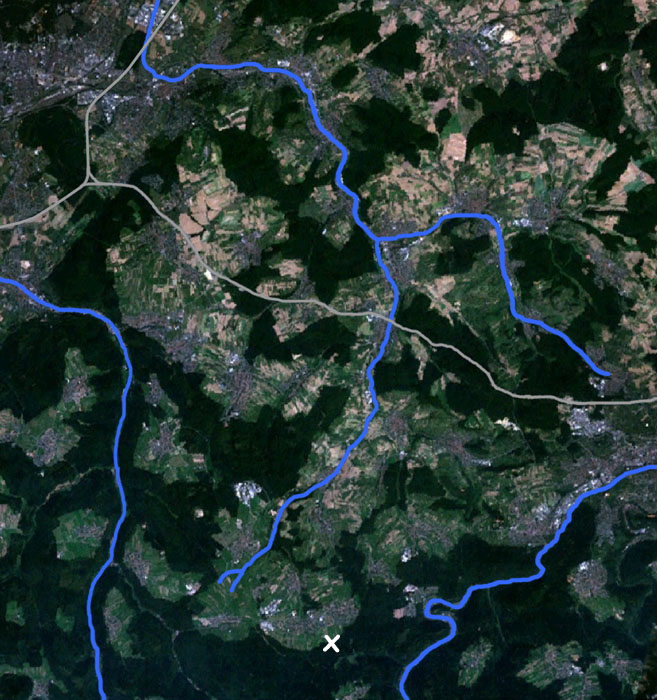
Satellitenfoto des Alb-Pfinz-Plateaus. In Grau sind die sich im Autobahndreieck Karlsruhe treffenden Autobahnen, in Blau von links (Westen) nach rechts Alb, Pfinz, Kämpfelbach und Enz hervorgehoben. Links oben sind Stadtteile von Karlsruhe, rechts bei der Enz von Pforzheim zu sehen. Das weiße Kreuz unten kennzeichnet die Schwanner Warte.

Das Alb-Pfinz-Plateau ist eine Hügellandschaft in Baden-Württemberg im Übergangsbereich zwischen Kraichgau und Nordschwarzwald. 
Es wird im Norden durch die Linie Karlsruhe – Pforzheim im Zuge des Pfinz- und Kämpfelbachtals, im Westen durch das Albtal und den Grabenbruch der Oberrheinischen Tiefebene und im Osten durch das Enztal begrenzt. Im Süden geht es in den Nordschwarzwald über. Das Alb-Pfinz-Plateau steigt von Norden nach Süden hin an und erreicht bei der Schwanner Warte (475 Meter über N.N.) seinen höchsten Punkt.
Das Gebiet ist landwirtschaftlich geprägt und teilweise bewaldet. Durch den hügeligen Charakter und das ansteigende Terrain ergeben sich viele Aussichtspunkte in den Kraichgau. Es wird hauptsächlich durch die Pfinz entwässert, die auf dem Alb-Pfinz-Plateau ihre Quelle hat.
Heute liegen die Gemeinden Waldbronn, Karlsbad, Straubenhardt und Keltern auf dem Alb-Pfinz-Plateau, außerdem haben Neuenbürg, Birkenfeld, Remchingen, Pfinztal und Karlsruhe Anteile an diesem Gebiet. Durch die Suburbanisierungsprozesse seit der zweiten Hälfte des 20. Jahrhunderts ist das Alb-Pfinz-Plateau zu einem beliebten Wohnort im Einzugsbereich der Großstädte Karlsruhe und Pforzheim geworden. Die Ortschaften sind infolgedessen gewachsen und haben ihren ursprünglich rein bäuerlichen Charakter verloren.
Die verkehrliche Erschließung des Gebiets erfolgt über Landstraßen mit der Anbindung an die überregionalen Verkehrsnetze in Karlsruhe und Pforzheim. Im Norden quert die Autobahn A8 das Alb-Pfinz-Plateau. Der westliche Teil des Gebiets wird zudem durch die Bahnstrecke Busenbach–Ittersbach erschlossen. Bis 1968 führte die Pforzheimer Kleinbahn weiter über Ellmendingen nach Pforzheim.

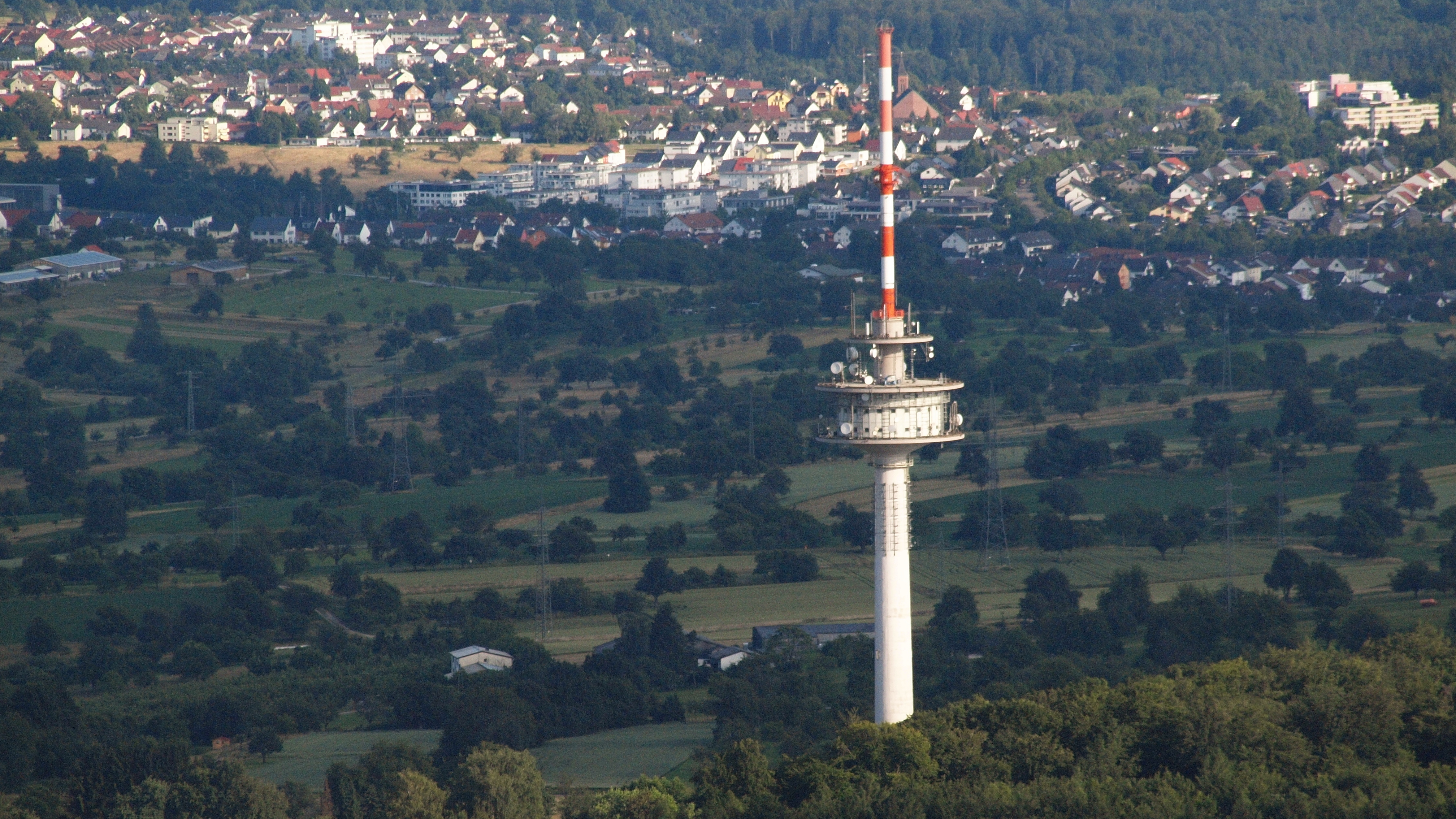
Das Alb-Pfinz-Plateau bei Waldbronn